# Robert Gascoyne-Cecil, V marchese di Salisbury
Robert Arthur James Gascoyne-Cecil, V marchese di Salisbury (27 agosto 1893 – 23 febbraio 1973), è stato un nobile e politico inglese.

## Biografia

### Infanzia
Chiamato in famiglia "Bobbety", Salisbury era il figlio di James Gascoyne-Cecil, IV marchese di Salisbury, e di sua moglie, Lady Cicely, figlia di Arthur Gore, V conte di Arran. Era il nipote del Primo Ministro, Robert Gascoyne-Cecil, III marchese di Salisbury.

### Carriera politica
Servì nell'esercito durante la grande guerra. Egli era tenente nelle Grenadier Guards (1915-1918). Quando la guerra finì andò a lavorare presso la Westminster Bank. Nel 1928, fu nominato direttore e per la Commissione reale di manoscritti storici; venne promosso Presidente della Commissione nel 1957.
Salisbury fu eletto alla Camera dei comuni per il collegio di South Dorset nel 1929. Fu sottosegretario di stato per gli affari esteri (1935-1938). Egli fu il Segretario di stato per le colonie (febbraio–novembre 1942), Lord presidente del Consiglio (1942-1943), Leader della Camera dei lord (1942-1945).
Durante il periodo dell'incoronazione della regina Elisabetta II è stato nominato segretario degli Esteri.
Salisbury era conosciuto come un imperialista della linea dura. Nel 1952, come segretario di Stato per le relazioni del Commonwealth, ha cercato di rendere permanente l'esilio di Seretse Khama, inflittogli per avere sposato una donna bianca contrariamente a quanto imposto dall'Apartheid. Durante gli anni sessanta, Lord Salisbury ha continuato ad essere uno strenuo difensore della dominio britannico nei governi in Sudafrica e Rhodesia meridionale (oggi Zimbabwe).

### Matrimonio
Sposò, l'8 dicembre 1915, Elizabeth Vere Cavendish (22 gennaio 1897-5 giugno 1982), figlia di Lord Richard Cavendish. Ebbero tre figli.

### Morte
Morì il 23 febbraio 1973.

## Discendenza
Dal matrimonio tra Lord Salisbury e Elizabeth Vere Cavendish nacquero:
- Robert Gascoyne-Cecil, VI marchese di Salisbury (24 ottobre 1916-11 luglio 2003)
- Michael Charles James Cecil (21 ottobre 1918-27 ottobre 1934)
- Richard Hugh Cecil (31 gennaio 1924-12 agosto 1944)

## Ascendenza
|                                                  |                                |                                       | Genitori                           |  |  | Nonni |  |  | Bisnonni                                       |  |  | Trisnonni                            |  |
|                                                  |                                |                                       |                                    |  |  |       |  |  | James Gascoyne-Cecil, II marchese di Salisbury |  |  | James Cecil, I marchese di Salisbury |  |
|                                                  |                                |                                       |                                    |  |  |       |  |  | James Gascoyne-Cecil, II marchese di Salisbury |  |  | James Cecil, I marchese di Salisbury |  |
|                                                  |                                | Mary Emily Hill                       |                                    |  |  |       |  |  | James Gascoyne-Cecil, II marchese di Salisbury |  |  |                                      |  |
| Robert Gascoyne-Cecil, III marchese di Salisbury |                                |                                       |                                    |  |  |       |  |  | James Gascoyne-Cecil, II marchese di Salisbury |  |  |                                      |  |
|                                                  |                                | Frances Gascoyne                      | Bamber Gascoyne                    |  |  |       |  |  |                                                |  |  |                                      |  |
|                                                  |                                | Frances Gascoyne                      | Bamber Gascoyne                    |  |  |       |  |  |                                                |  |  |                                      |  |
|                                                  |                                | Frances Gascoyne                      | Sarah Price                        |  |  |       |  |  |                                                |  |  |                                      |  |
| James Gascoyne-Cecil, IV marchese di Salisbury   |                                | Frances Gascoyne                      |                                    |  |  |       |  |  |                                                |  |  |                                      |  |
|                                                  |                                | Edward Hall Alderson, barone Alderson | Robert Alderson                    |  |  |       |  |  |                                                |  |  |                                      |  |
|                                                  |                                | Edward Hall Alderson, barone Alderson | Robert Alderson                    |  |  |       |  |  |                                                |  |  |                                      |  |
|                                                  |                                | Edward Hall Alderson, barone Alderson | Elizabeth Hurry                    |  |  |       |  |  |                                                |  |  |                                      |  |
| Georgina Alderson                                |                                | Edward Hall Alderson, barone Alderson |                                    |  |  |       |  |  |                                                |  |  |                                      |  |
|                                                  |                                | Georgina Drewe                        | Edward Drewe                       |  |  |       |  |  |                                                |  |  |                                      |  |
|                                                  |                                | Georgina Drewe                        | Edward Drewe                       |  |  |       |  |  |                                                |  |  |                                      |  |
|                                                  |                                | Georgina Drewe                        | Antionette Caroline Allen          |  |  |       |  |  |                                                |  |  |                                      |  |
| Robert Gascoyne-Cecil, V marchese di Salisbury   |                                | Georgina Drewe                        |                                    |  |  |       |  |  |                                                |  |  |                                      |  |
|                                                  | Philip Gore, IV conte di Arran | William John Gore                     |                                    |  |  |       |  |  |                                                |  |  |                                      |  |
|                                                  | Philip Gore, IV conte di Arran | William John Gore                     |                                    |  |  |       |  |  |                                                |  |  |                                      |  |
|                                                  | Philip Gore, IV conte di Arran | Caroline Hales                        |                                    |  |  |       |  |  |                                                |  |  |                                      |  |
| Arthur Gore, V conte di Arran                    | Philip Gore, IV conte di Arran |                                       |                                    |  |  |       |  |  |                                                |  |  |                                      |  |
|                                                  |                                | Elizabeth Marianne Napier             | William Francis Patrick Napier     |  |  |       |  |  |                                                |  |  |                                      |  |
|                                                  |                                | Elizabeth Marianne Napier             | William Francis Patrick Napier     |  |  |       |  |  |                                                |  |  |                                      |  |
|                                                  |                                | Elizabeth Marianne Napier             | Caroline Amelia Fox                |  |  |       |  |  |                                                |  |  |                                      |  |
| Cicely Gore                                      |                                | Elizabeth Marianne Napier             |                                    |  |  |       |  |  |                                                |  |  |                                      |  |
|                                                  |                                | Robert Jocelyn, visconte Jocelyn      | Robert Jocelyn, III conte di Roden |  |  |       |  |  |                                                |  |  |                                      |  |
|                                                  |                                | Robert Jocelyn, visconte Jocelyn      | Robert Jocelyn, III conte di Roden |  |  |       |  |  |                                                |  |  |                                      |  |
|                                                  |                                | Robert Jocelyn, visconte Jocelyn      | Maria Frances Catherine Stapleton  |  |  |       |  |  |                                                |  |  |                                      |  |
| Edith Jocelyn                                    |                                | Robert Jocelyn, visconte Jocelyn      |                                    |  |  |       |  |  |                                                |  |  |                                      |  |
|                                                  |                                | Frances Cowper                        | Peter Cowper, V conte Cowper       |  |  |       |  |  |                                                |  |  |                                      |  |
|                                                  |                                | Frances Cowper                        | Peter Cowper, V conte Cowper       |  |  |       |  |  |                                                |  |  |                                      |  |
|                                                  |                                | Frances Cowper                        | Emily Mary Lamb                    |  |  |       |  |  |                                                |  |  |                                      |  |
|                                                  |                                | Frances Cowper                        |                                    |  |  |       |  |  |                                                |  |  |                                      |  |